# Genshoku GAL Hade ni Ikube!
Singles de Maki Gotō
Daite yo! Please Go On
(2003) Sayonara no Love Song
(2004)
Genshoku Gal Hade ni Ikube! (原色GAL 派手に行くべ!, , pouvant aussi se lire Genshoku Gal Hade ni Yukube!, tel que prononcé dans la chanson) est le 9e single en solo de Maki Gotō dans le cadre du Hello! Project, sorti en novembre 2003.

## Présentation
Le single sort le 27 novembre 2003 au Japon sous le label Piccolo Town, écrit et produit par Tsunku. Il atteint la 3e place du classement de l'Oricon. Il se vend à 30 849 exemplaires la première semaine, et reste classé pendant 8 semaines, pour un total de 45 494 exemplaires vendus. Il sort aussi dans une édition limitée, mais pas en format "Single V" (DVD), contrairement à ses autres singles.
La chanson-titre du single figurera sur l'album 2 Paint It Gold de 2004, puis sur les compilations Maki Goto Premium Best 1 de 2005 et Maki Goto Complete Best Album de 2010.

## Liste des titres
Toutes les chansons sont écrites et composées par Tsunku.
| 1. | Genshoku GAL Hade ni Ikube! (原色GAL 派手に行くべ!)                | Takahashi Yuichi | 4:21 |
| 2. | Koibito Boshūchū (恋人募集中)                                      | Takahashi Yuichi | 4:34 |
| 3. | Genshoku GAL Hade ni Ikube! (Instrumental) (原色GAL 派手に行くべ!) | Takahashi Yuichi | 4:19 |